# Nado sincronizado nos Jogos Olímpicos de Verão de 2012 - Dueto

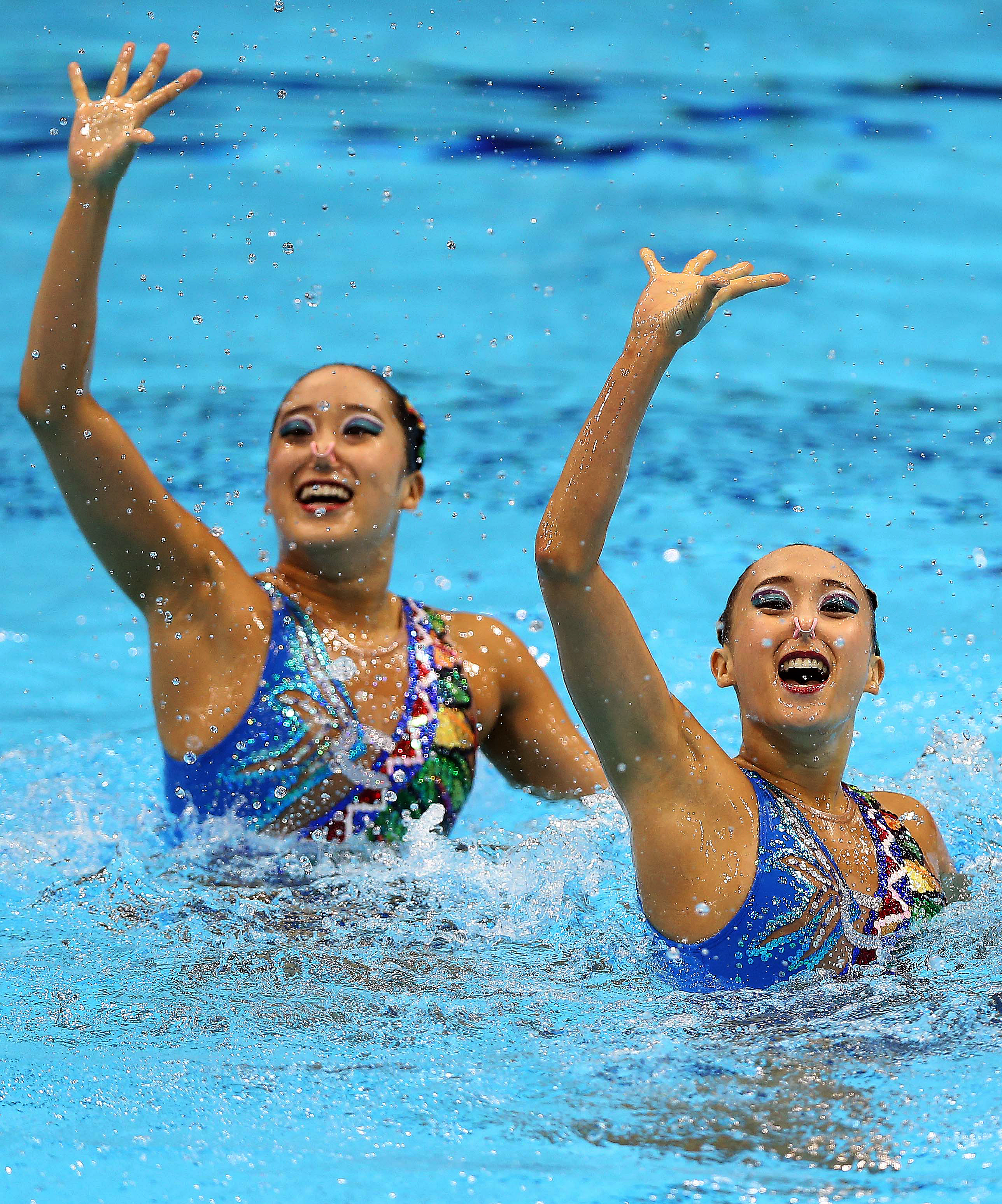
Dueto sul-coreano terminou na 12ª posição.

A competição de dueto do nado sincronizado nos Jogos Olímpicos de Verão de 2012 foi realizada entre os dias 5 e 7 de agosto no Centro Aquático de Londres.

## Calendário
Horário local (UTC+1)
| Dia         | Horário | Fase                      |
| ----------- | ------- | ------------------------- |
| 5 de agosto | 15:00   | Rotina técnica            |
| 6 de agosto | 15:00   | Rotina livre – preliminar |
| 7 de agosto | 15:00   | Rotina livre – final      |

## Medalhistas
| Ouro   | RUS Natalia Ishchenko e Svetlana Romashina |
| Prata  | ESP Ona Carbonell e Andrea Fuentes         |
| Bronze | CHN Huang Xuechen e Liu Ou                 |

## Resultados
Um total de 24 duplas participaram da prova, composta por duas fases: preliminar e final. A fase preliminar consiste das rotinas técnica e livre, sendo que as 12 duplas com a maior pontuação somada avançam para a fase final. Nessa fase os conjuntos realizaram uma rotina livre e, após a soma com a pontuação da fase preliminar, chega-se a definição dos medalhistas.

### Fase preliminar
| Pos. | CON                 | Dueto                                       | Rotina técnica | Rotina livre | Total   |
| ---- | ------------------- | ------------------------------------------- | -------------- | ------------ | ------- |
| 1    | RUS Rússia          | Natalia Ishchenko e Svetlana Romashina      | 98.200         | 98.600       | 196.800 |
| 2    | CHN China           | Huang Xuechen e Liu Ou                      | 96.100         | 96.710       | 192.810 |
| 3    | ESP Espanha         | Ona Carbonell e Andrea Fuentes              | 96.000         | 96.590       | 192.590 |
| 4    | CAN Canadá          | Marie-Pier Boudreau Gagnon e Élise Marcotte | 94.500         | 94.750       | 189.250 |
| 5    | JPN Japão           | Yukiko Inui e Chisa Kobayashi               | 93.200         | 93.200       | 186.400 |
| 6    | UKR Ucrânia         | Darya Yushko e Kseniya Sydorenko            | 92.200         | 92.140       | 184.340 |
| 7    | ITA Itália          | Giulia Lapi e Mariangela Perrupato          | 90.700         | 90.740       | 181.440 |
| 8    | GRE Grécia          | Evangelia Platanioti e Despoina Solomou     | 89.200         | 88.840       | 178.040 |
| 9    | GBR Grã-Bretanha    | Olivia Federici e Jenna Randall             | 88.100         | 88.790       | 176.890 |
| 10   | USA Estados Unidos  | Mary Killman e Mariya Koroleva              | 87.900         | 88.270       | 176.170 |
| 11   | FRA França          | Sara Labrousse e Chloé Willhelm             | 87.700         | 88.340       | 176.040 |
| 12   | KOR Coreia do Sul   | Park Hyun-Ha e Park Hyun-Sun                | 86.700         | 87.460       | 174.160 |
| 13   | BRA Brasil          | Nayara Figueira e Lara Teixeira             | 87.100         | 87.000       | 174.100 |
| 14   | CZE República Checa | Soňa Bernardová e Alžběta Dufková           | 85.800         | 86.040       | 171.840 |
| 15   | KAZ Cazaquistão     | Anna Kulkina e Aigerim Zhexembinova         | 84.600         | 84.980       | 169.580 |
| 16   | PRK Coreia do Norte | Jang Hyang-Mi e Jong Yon-Hui                | 84.400         | 84.830       | 169.230 |
| 17   | ISR Israel          | Anastasia Gloushkov e Inna Yoffe            | 83.400         | 83.520       | 166.920 |
| 18   | MEX México          | Isabel Delgado e Nuria Diosdado             | 83.000         | 83.610       | 166.610 |
| 19   | AUT Áustria         | Nadine Brandl e Livia Lang                  | 82.000         | 81.850       | 163.850 |
| 20   | SUI Suíça           | Pamela Fischer e Anja Nyffeler              | 81.200         | 82.120       | 163.320 |
| 21   | HUN Hungria         | Eszter Czékus e Szofi Kiss                  | 79.400         | 79.080       | 158.480 |
| 22   | ARG Argentina       | Etel Sánchez e Sofía Sánchez                | 78.900         | 78.410       | 157.310 |
| 23   | AUS Austrália       | Eloise Amberger e Sarah Bombell             | 77.400         | 77.480       | 154.880 |
| 24   | EGY Egito           | Shaza Abdelrahman e Dalia El-Gebaly         | 75.700         | 76.400       | 152.100 |

### Fase final
| Pos.              | CON                | Dueto                                       | Rotina técnica | Rotina livre | Total   |
| ----------------- | ------------------ | ------------------------------------------- | -------------- | ------------ | ------- |
| Medalha de ouro   | RUS Rússia         | Natalia Ishchenko e Svetlana Romashina      | 98.200         | 98.900       | 197.100 |
| Medalha de prata  | ESP Espanha        | Ona Carbonell e Andrea Fuentes              | 96.000         | 96.900       | 192.900 |
| Medalha de bronze | CHN China          | Huang Xuechen e Liu Ou                      | 96.100         | 96.770       | 192.870 |
| 4                 | CAN Canadá         | Marie-Pier Boudreau Gagnon e Élise Marcotte | 94.500         | 94.620       | 189.120 |
| 5                 | JPN Japão          | Yukiko Inui e Chisa Kobayashi               | 93.200         | 93.540       | 186.740 |
| 6                 | UKR Ucrânia        | Darya Yushko e Kseniya Sydorenko            | 92.200         | 92.670       | 184.870 |
| 7                 | ITA Itália         | Giulia Lapi e Mariangela Perrupato          | 90.700         | 90.720       | 181.420 |
| 8                 | GRE Grécia         | Evangelia Platanioti e Despoina Solomou     | 89.200         | 89.360       | 178.560 |
| 9                 | GBR Grã-Bretanha   | Olivia Federici e Jenna Randall             | 88.100         | 89.170       | 177.270 |
| 10                | FRA França         | Sara Labrousse e Chloé Willhelm             | 87.700         | 88.560       | 176.260 |
| 11                | USA Estados Unidos | Mary Killman e Mariya Koroleva              | 87.900         | 87.770       | 175.670 |
| 12                | KOR Coreia do Sul  | Park Hyun-Ha e Park Hyun-Sun                | 86.700         | 87.250       | 173.950 |